# Бездольный, Игорь Юрьевич
Игорь Юрьевич Бездольный (укр. Ігор Юрійович Бездольний; род. 10 июня 1977, Армянск, Крымская область) — украинский футболист, нападающий.

## Игровая карьера
Первой взрослой командой Бездольного стал «Мелиоратор» в 1994 году. За команду родного Армянска — «Титан» — дебютировал 26 апреля 1996 в игре против донецкого «Шахтёра-2», а уже через три дня в ворота донецкого «Металлурга» забил свой первый гол в чемпионатах Украины. Став со временем игроком основного состава крымчан, Игорь в сезоне 1997/98 в 31 сыгранном матче забил 17 голов.
Следующий сезон молодой перспективный форвард начинал в команде высшей лиге — днепропетровском «Днепре». Дебют в высшем дивизионе состоялся 20 сентября 1998 года в матче с кировоградской «Звездой». Заиграть в элитном дивизионе парню не удалось ни в составе «Днепра», ни чуть позже — в составе «Николаева», куда Игорь был отправлен в аренду до конца сезона.
С 2000 года Бездольный выступает в основном за команды второй лиги: «Днепр-2», «Днепр-3», «Титан», «Заря», «Электрометаллург-НЗФ», «Крымтеплица», «Житычи», «Горняк», «Горняк», «Николаев» и «Кристалл». Пять раз команды с Бездольным в составе становились победителями второй лиги чемпионата Украины 1999/00, 2002/03, 2004/05, 2009/10 и 2010/11. Трижды входил в число лучших бомбардиров турнира, в сезоне 2008/09 возглавил список бомбардиров. В том сезоне Игорь Бездольный, на старте весенней части соревнований, забивал семь мячей в четырёх турах: по голу — «Шахтёру» и «Олимпику», два — «Шахтёру-3» и три — «Кремню».
Сезон 2007 года Бездольный провёл в чемпионате Казахстана, забив за команду первого дивизиона «Каспий» три гола.
Последней профессиональной командой Игоря был херсонский «Кристалл», где форвард провёл первую половину сезона 2011/12 и в зимнее трансферное окно был отзаявлен из футбольного клуба.
Позднее выступал в любительских турнирах по футзалу в команде «Удар» Нижние Серогозы. В 2023 году являлся капитаном херсонского «Фрегата», выступающем в Кубке Содружества.